# Visano
Visano är en ort och kommun i provinsen Brescia i regionen Lombardiet i Italien. Kommunen hade 1 978 invånare (2018).